# Абил
Абил (на арабски: آبل) е село в централната част на Сирия, разположено в мухафаза Хомс, на 10 километра южно от град Хомс. По данни на централното бюро по статистика населението му към 2004 година е 2873 души. Предимно мюсюлмани сунити.